# Gynacantha

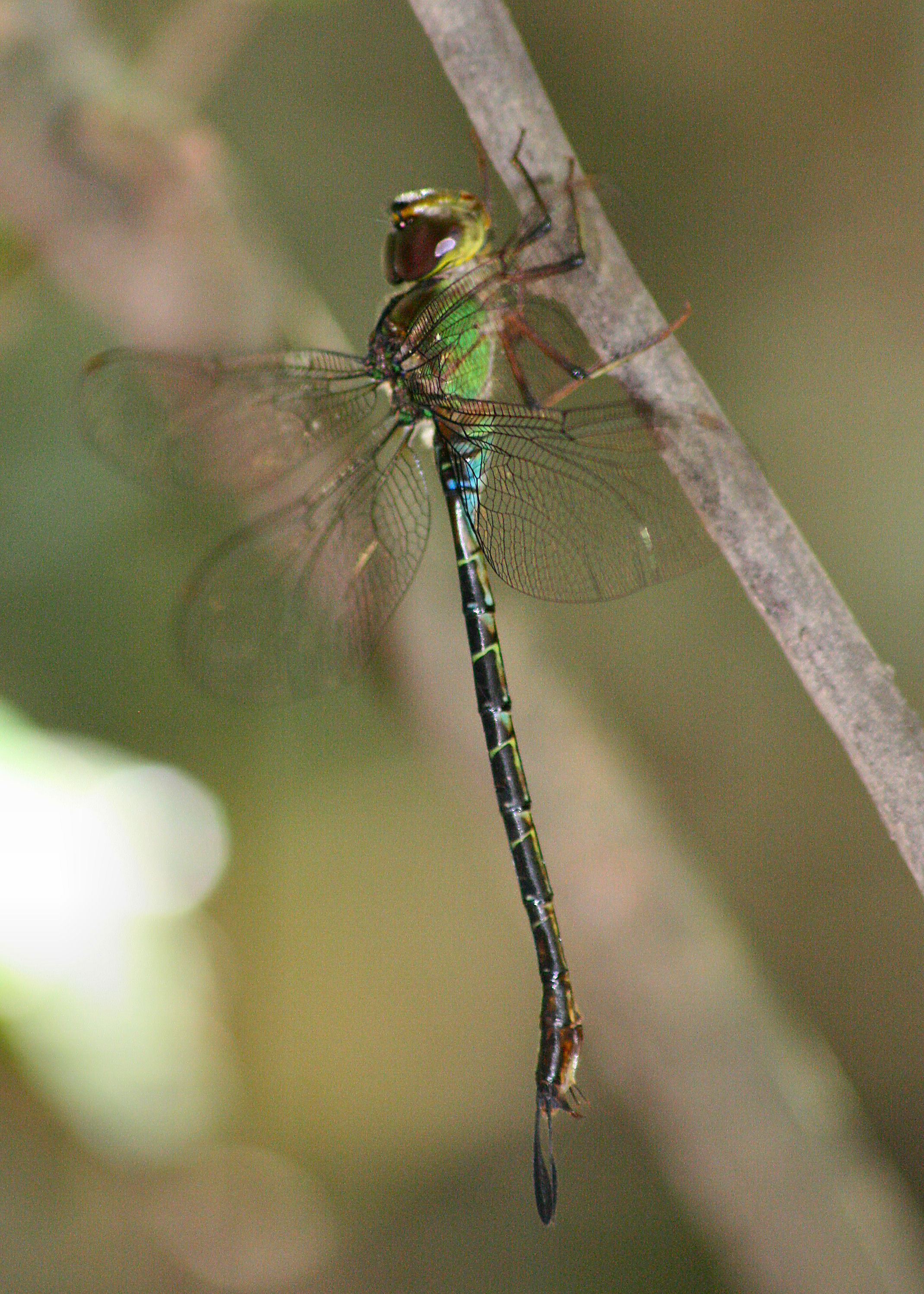
Gynacantha mocsaryi

Gynacantha – rodzaj ważek z rodziny żagnicowatych (Aeshnidae).

## Podział systematyczny
Do rodzaju należą następujące gatunki:

- Gynacantha adela Martin, 1909
- Gynacantha africana (Palisot de Beauvois, 1807)
- Gynacantha albistyla Fraser, 1927
- Gynacantha alcathoe Lieftinck, 1961
- Gynacantha amphora Marinov & Theischinger, 2012
- Gynacantha anandmati Sawant & Kambli, 2023
- Gynacantha andamanae Yeh & Veenakumari, 2000
- Gynacantha apiaensis Fraser, 1927
- Gynacantha apicalis Fraser, 1924
- Gynacantha arnaudi Asahina, 1984
- Gynacantha arsinoe Lieftinck, 1948
- Gynacantha arthuri Lieftinck, 1953
- Gynacantha auricularis Martin, 1909
- Gynacantha bainbriggei Fraser, 1922
- Gynacantha bartai Paulson & von Ellenrieder, 2005
- Gynacantha basiguttata Selys, 1882
- Gynacantha bayadera Selys, 1891
- Gynacantha bifida Rambur, 1842
- Gynacantha biharica Fraser, 1927
- Gynacantha bispina Rambur, 1842
- Gynacantha bullata Karsch, 1891
- Gynacantha burmana Lieftinck, 1960
- Gynacantha calliope Lieftinck, 1953
- Gynacantha calypso Ris, 1915
- Gynacantha cattienensis Kompier & Holden, 2017
- Gynacantha caudata Karsch, 1891
- Gynacantha chaplini Khan, 2021
- Gynacantha chelifera McLachlan, 1895
- Gynacantha comorensis Couteyen & Papazian, 2009
- Gynacantha congolica Dijkstra, 2015
- Gynacantha constricta Hämäläinen, 1991
- Gynacantha convergens Förster, 1908
- Gynacantha corbeti Lempert, 1999
- Gynacantha croceipennis Martin, 1897
- Gynacantha cylindrata Karsch, 1891
- Gynacantha demeter Ris, 1911 – gatunek wątpliwy
- Gynacantha dobsoni Fraser, 1951
- Gynacantha dohrni Krüger, 1899
- Gynacantha dravida Lieftinck, 1960
- Gynacantha dryadula Neiss & De Marmels, 2017
- Gynacantha ereagris Gundlach, 1888
- Gynacantha francesca (Martin, 1909)
- Gynacantha furcata Rambur, 1842
- Gynacantha gracilis (Burmeister, 1839)
- Gynacantha helenga Williamson & Williamson, 1930
- Gynacantha heros Theischinger & Richards, 2012
- Gynacantha hova Fraser, 1956
- Gynacantha immaculifrons Fraser, 1956
- Gynacantha incisura Fraser, 1935
- Gynacantha interioris Williamson, 1923
- Gynacantha japonica Bartenev, 1910
- Gynacantha jessei Williamson, 1923
- Gynacantha khasiaca McLachlan, 1896
- Gynacantha kirbyi Krüger, 1898
- Gynacantha klagesi Williamson, 1923
- Gynacantha koroana Theischinger & Marinov, 2020
- Gynacantha laticeps Williamson, 1923
- Gynacantha limbalis Karsch, 1892
- Gynacantha litoralis Williamson, 1923
- Gynacantha maclachlani Krüger, 1899
- Gynacantha malgassica Fraser, 1962
- Gynacantha manderica Grünberg, 1902
- Gynacantha membranalis Karsch, 1891
- Gynacantha mexicana Selys, 1868
- Gynacantha millardi Fraser, 1920
- Gynacantha mocsaryi Förster, 1898
- Gynacantha musa Karsch, 1892
- Gynacantha nausicaa Ris, 1915
- Gynacantha nervosa Rambur, 1842
- Gynacantha nigeriensis (Gambles, 1956)
- Gynacantha nourlangie Theischinger & Watson, 1991
- Gynacantha nuda Theischinger & Richards, 2016
- Gynacantha odoneli Fraser, 1922
- Gynacantha pallampurica Lahiri, Sandhu & Walia, 2007
- Gynacantha pasiphae Lieftinck, 1948
- Gynacantha penelope Ris, 1915
- Gynacantha phaeomeria Lieftinck, 1960
- Gynacantha pupillata Dijkstra, 2015
- Gynacantha radama Fraser, 1956
- Gynacantha rammohani Mitra & Lahiri, 1975
- Gynacantha remartinia Navás, 1934
- Gynacantha risi Laidlaw, 1931
- Gynacantha rolandmuelleri Hämäläinen, 1991
- Gynacantha rosenbergi Brauer, 1867
- Gynacantha rotundata Navás, 1930
- Gynacantha ryukyuensis Asahina, 1962
- Gynacantha saltatrix Martin, 1909
- Gynacantha sextans McLachlan, 1896
- Gynacantha stenoptera Lieftinck, 1934
- Gynacantha stevensoni Fraser, 1927
- Gynacantha stylata McLachlan, 1896
- Gynacantha subinterrupta Rambur, 1842
- Gynacantha tenuis Martin, 1909
- Gynacantha tibiata Karsch, 1891
- Gynacantha usambarica Sjöstedt, 1909
- Gynacantha vanuatua Theischinger, Marinov & Bybee, 2020
- Gynacantha vargasi Haber, 2019
- Gynacantha vesiculata Karsch, 1891
- Gynacantha victoriae (Pinhey, 1961)
- Gynacantha villosa Grünberg, 1902
- Gynacantha vitiana Theischinger & Marinov, 2020